# Шаргородский, Арнольд Александрович
Арно́льд Алекса́ндрович Шаргоро́дский (30 декабря 1907 [12 января 1908] — 7 мая 1986) — советский звукооператор. Лауреат Сталинской премии первой степени (1951). Заслуженный деятель искусств Бурятской АССР (1951).

## Биография
В 1927—1931 годах работал осветителем и звукооператором на киностудии «Белгоскино». С 1932 года — звукооператор на киностудии «Ленфильм». Участвовал в создании свыше 30 художественных фильмов.
Ушёл из жизни в 7 мая 1986 года. Похоронен в Санкт-Петербургском крематории. Рядом погребён прах его жены Елены Петровны Баженовой и сына.

## Фильмография
- 1933 — Моя Родина (Режиссёры-постановщики: Александр Зархи, Иосиф Хейфиц)
- 1935 — Горячие денёчки (Режиссёры-постановщики: Александр Зархи, Иосиф Хейфиц)
- 1936 — Депутат Балтики (совместно с Евгением Нестеровым) (Режиссёры-постановщики: Александр Зархи, Иосиф Хейфиц)
- 1936 — Семеро смелых (совместно с Л. Шапиро) (Режиссёр-постановщик: Сергей Герасимов)
- 1938 — Комсомольск (совместно с Евгением Нестеровым) (Режиссёр-постановщик: Сергей Герасимов)
- 1939 — Танкисты (оборонный фильм) (совместно с Анной Волоховой) (Режиссёры-постановщики: Зиновий Драпкин, Роберт Майман)
- 1939 — Член правительства (Режиссёры-постановщики: Александр Зархи, Иосиф Хейфиц)
- 1941 — Валерий Чкалов (совместно с Евгением Нестеровым) (Режиссёр-постановщик: Михаил Калатозов)
- 1942 — Его зовут Сухэ-Батор (Режиссёры-постановщики: Александр Зархи, Иосиф Хейфиц)
- 1943 — Два бойца (Режиссёр-постановщик: Леонид Луков)
- 1944 — Малахов курган (Режиссёры-постановщики: Александр Зархи, Иосиф Хейфиц)
- 1949 — Академик Иван Павлов (Режиссёр-постановщик: Григорий Рошаль)
- 1950 — Мусоргский (Режиссёр-постановщик: Григорий Рошаль)
- 1951 — Аул Кубачи (документальный) (Режиссёры-постановщики: Надежда Кошеверова, Михаил Шапиро)
- 1951 — Советская Бурят-Монголия (документальный) (Режиссёр-постановщик: Ян Фрид)
- 1953 — Римский-Корсаков (Режиссёры-постановщики: Григорий Рошаль, Геннадий Казанский)
- 1953 — Алеко (фильм-опера) (Режиссёр-постановщик: Сергей Сиделёв)
- 1953 — Лес (Режиссёры-постановщики: Владимир Венгеров, Семён Тимошенко)
- 1953 — Слуга двух господ (Режиссёр-постановщик: Адольф Бергункер)
- 1954 — Большая семья (Режиссёр-постановщик: Иосиф Хейфиц)
- 1955 — Дело Румянцева (Режиссёр-постановщик: Иосиф Хейфиц)
- 1955 — Следы на снегу (Режиссёр-постановщик: Адольф Бергункер)
- 1956 — Искатели (Режиссёр-постановщик: Иосиф Шапиро)
- 1957 — Дон Сезар де Базан (Режиссёр-постановщик: Иосиф Шапиро)
- 1958 — Дорогой мой человек (Режиссёр-постановщик: Иосиф Хейфиц)
- 1958 — Ночной гость (Режиссёр-постановщик: Владимир Шредель)
- 1959 — Шинель (Режиссёр-постановщик: Алексей Баталов)
- 1960 — Дама с собачкой (Режиссёр-постановщик: Иосиф Хейфиц)
- 1961 — Полосатый рейс (Режиссёр-постановщик: Владимир Фетин)
- 1963 — Два воскресенья (Режиссёр-постановщик: Владимир Шредель)
- 1965 — Иду на грозу (Режиссёр-постановщик: Сергей Микаэлян)
- 1967 — Измена (Режиссёр-постановщик: Тахир Сабиров)
- 1969 — Белый флюгер (Режиссёр-постановщик: Давид Кочарян)
- 1970 — Миссия в Кабуле (Режиссёр-постановщик: Леонид Квинихидзе)
- 1972 — Боба и слон (Режиссёр-постановщик: Август Балтрушайтис)
- 1974 — Свадьба Кречинского (Режиссёр-постановщик: Владимир Воробьёв)
- 1977 — Знак вечности (совместно с Евгением Нестеровым) (Режиссёр-постановщик: Давид Кочарян)

## Награды и премии
- Медаль «За трудовое отличие» (6 марта 1950 года) — за выдающиеся заслуги в развитии советской кинематографии, в связи с 30-летием[2]
- Сталинская премия первой степени (1951) — за фильм «Мусоргский» (1950)
- Заслуженный деятель искусств Бурятской АССР (1951)